# Mohammad Yousef Kargar
Mohammad Yousef Kargar (Kabul, 11 maggio 1963) è un allenatore di calcio ed ex calciatore afghano, di ruolo centrocampista.

## Carriera
È stato il commissario tecnico della nazionale afghana, che ha rappresentato da giocatore ininterrottamente dal 1976 al 1993, in due occasioni, tra il 2008 e il 2009, e tra il 2010 e il 2014.